# Абдурахманова, Сафура Дадаш кызы
Сафура Дадаш кызы Абдурахманова (азерб. Səfurə Dadaş qızı Əbdürrəhmanova; род. 1929, Нухинский уезд) — советский азербайджанский табаковод, Герой Социалистического Труда (1950).

## Биография
Родилась в 1929 году в селе Орта-Зейзит Нухинского уезда Азербайджанской ССР (ныне Шекинский район).
С 1942 года звеньевая, с 1956 года табаковод колхоза имени Ленина Шекинского района. В 1949 году получила урожай табака сорта «Трапезонд» 28,6 центнера с гектара на площади 3 гектара.
Указом Президиума Верховного Совета СССР от 17 июня 1950 года за получение высоких урожаев табака в 1949 году Абдурахмановой Сафуре Дадаш кызы присвоено звание Героя Социалистического Труда с вручением ордена Ленина и золотой медали «Серп и Молот».